# Europa Zachodnia
     Europa Zachodnia
     Europa Zachodnia
     Europa Południowo-Zachodnia

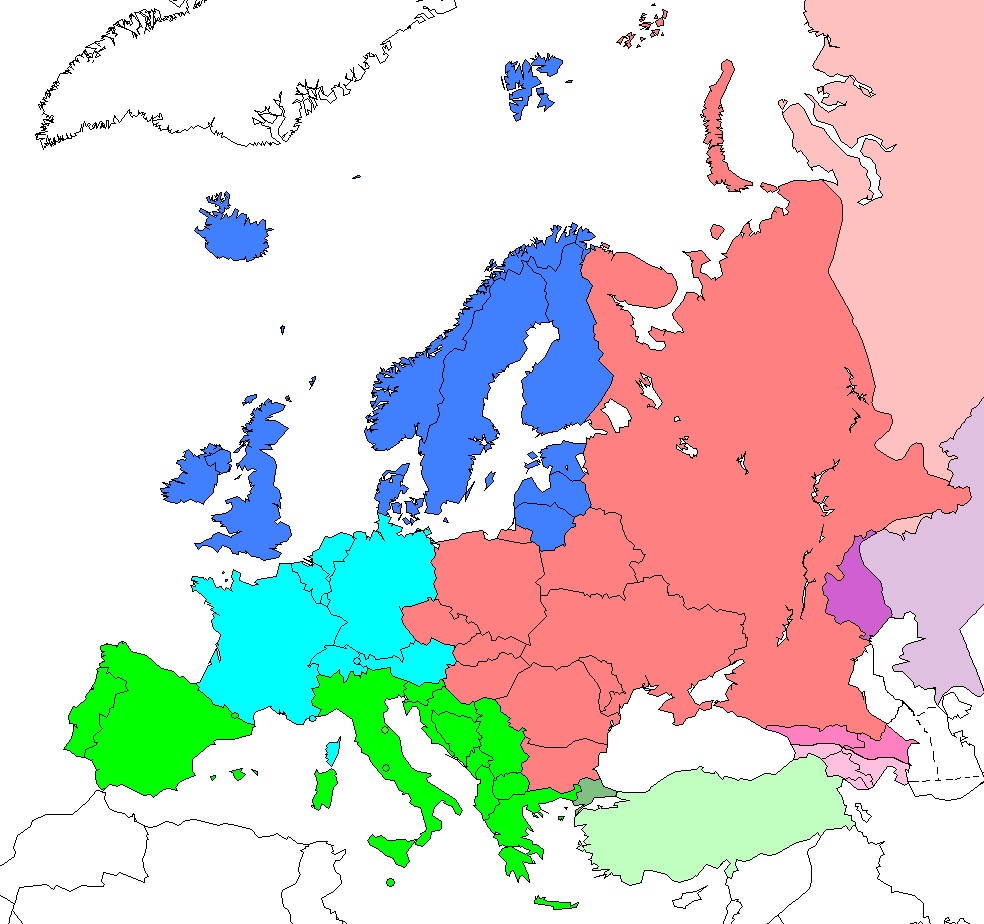
Wielkie regiony Europy według klasyfikacji statystycznej ONZ. Legenda:
Europa Zachodnia

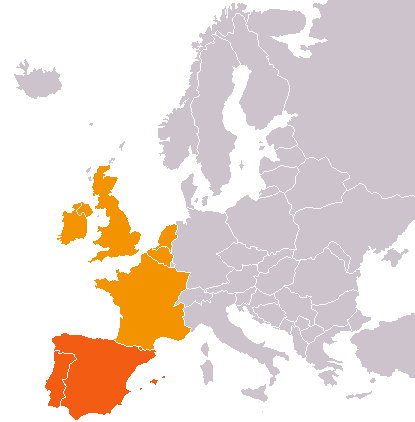
Klasyfikacja według CIA World Factbook:
Europa Zachodnia
Europa Południowo-Zachodnia

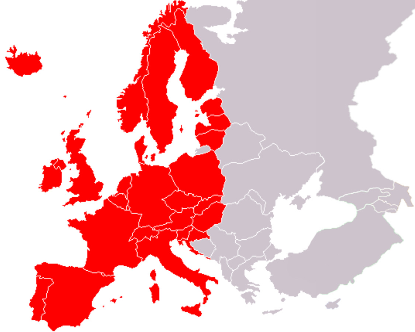
Obszar cywilizacji zachodniej według Huntingtona (oznaczony na czerwono)

Europa Zachodnia – państwa zaliczane do zachodniej części Europy ze względu na ich przynależność geograficzną, historyczną i kulturową.

## Według klasyfikacji geograficznej ONZ
Według podziału używanego przez Wydział Statystyczny Organizacji Narodów Zjednoczonych, Europę Zachodnią tworzą:
- Austria
- Belgia
- Francja
- Niemcy
- Liechtenstein
- Luksemburg
- Monako
- Holandia
- Szwajcaria

Państwa te zajmują powierzchnię ponad 1,1 mln km², a liczba ludności zbliża się do 200 mln mieszkańców (2024). Należy jednak zwrócić uwagę, iż zakwalifikowanie konkretnych państw lub obszarów do danego regionu ma na celu ułatwienie badań statystycznych i nie jest wyrazem uznania przez Organizację Narodów Zjednoczonych przynależności politycznej lub innej danego państwa lub obszaru.

## Według klasyfikacji CIA
Amerykańska Centralna Agencja Wywiadowcza, w swoim corocznym raporcie The World Factbook, do krajów Europy Zachodniej zalicza:
- Wielka Brytania
- Irlandia
- Belgia
- Francja
- Holandia
- Luksemburg
- Monako

Europa Południowo-Zachodnia:
- Andora
- Gibraltar
- Portugalia
- Hiszpania

## Kwestia państw niemieckojęzycznych
Większość geografów i historyków zalicza jednak Niemcy, Austrię, Szwajcarię i Liechtenstein do Europy Środkowej (Europa Środkowo-Zachodnia), która nie istnieje w – powstałym w czasie zimnej wojny – podziale statystycznym ONZ.

## Określenie polityczno-gospodarcze
Określenia tego używa się najczęściej w stosunku do wszystkich państw „starej” Unii Europejskiej oraz krajów EFTA (Islandii, Liechtensteinu, Norwegii i Szwajcarii). Jednak w ostatnim czasie coraz częściej (choć znacznie rzadziej niż w odniesieniu do wyżej wymienionych) do Europy Zachodniej zalicza się niektóre kraje przyłączone do Unii Europejskiej w 2004, tj. (Polskę, Węgry, Czechy i Słowację).